# Tiefenthal (Wörth an der Donau)
Tiefenthal (bairisch: Tiafadol oder auch Diafadol) ist ein Dorf und Ortsteil der Oberpfälzer Stadt Wörth an der Donau im Landkreis Regensburg in Bayern.

## Geografische Lage
Der Ortsteil Tiefenthal liegt zwei Kilometer östlich von Wörth an einem Ausläufer des Falkensteiner Vorwaldes am nördlichen Rand des Gäubodens. Unmittelbar südlich verläuft die Trasse der Bundesautobahn BAB 3 Regensburg-Passau mit den Autobahnparkplätzen Wellerbach und Wiesentthal (früher Tiefenthal). Südöstlich des Orts befindet sich der Donaualtarm des Naturschutzgebiets Gmünder Au, zwei Kilometer südlich die Donau.

## Geschichte

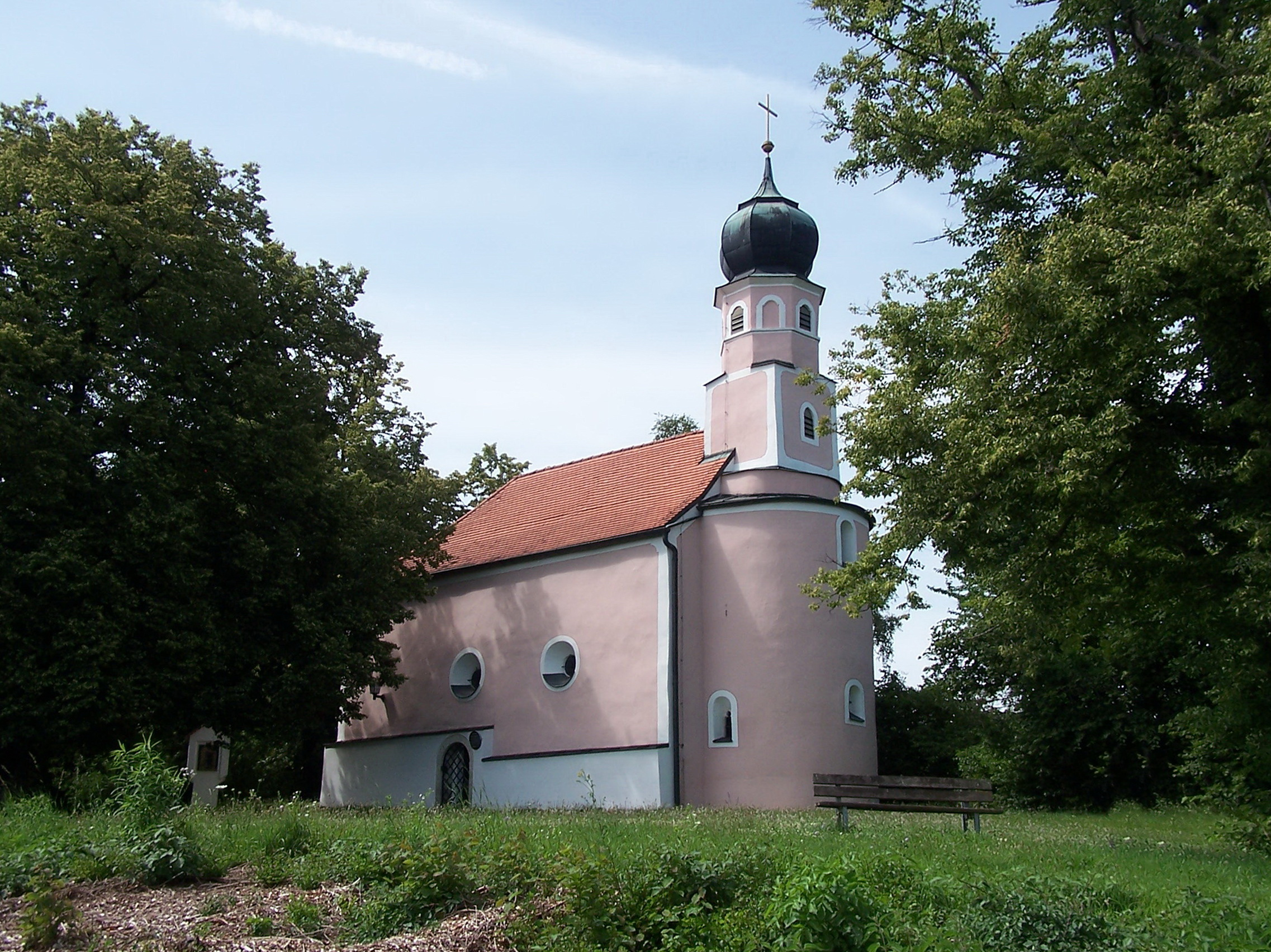
Kath. Bergkirche St. Ulrich und Wolfgang, Tiefenthal

Der Ort wird in einer Urkunde von 1179 erstmals erwähnt. Ein Gotepolt de Tiufendal tritt darin als Zeuge auf. In einem Schriftstück aus dem Jahr 1401 wird ein Burgstall zu Tewffental mit einem Turm erwähnt. Dieser Burgstall dürfte in engem Zusammenhang mit der Bergkirche St. Ulrich und Wolfgang stehen, da sich hier ein Edelsitz befand. Der genaue Standort hierfür lässt sich nicht mehr ermitteln. Ein letzter Hinweis stammt aus einer Kaufurkunde von 1624.
Tiefenthal war von 1876 bis zur Eingliederung in die Stadt Wörth dem Standesamtsbezirk Hofdorf zugeteilt; sie wird bis heute von zwei verschiedenen katholischen Pfarreien betreut. Es sind dies die Pfarrei Wörth sowie die Pfarrei Pondorf. Das wirkt sich auf die Friedhofzuordnung aus. Für eine Hälfte des Orts ist in Hofdorf der Friedhof, für die andere Hälfte in Wörth an der Donau.
Auch war die Zugehörigkeit von Tiefenthal in zwei Schulsprengel aufgeteilt. Die Schüler im Ostteil des Ortes besuchten die Schule in Hofdorf, die Schüler im Westteil die in Wörth. 1966 erfolgte die Umsprengelung. Seitdem gehen alle Schüler nach Wörth zur Schule.
Der Ort lag früher viel näher an der Donau. Der Donaudurchstich bei Gmünd im Jahr 1876 schuf für den Strom ein neues Bett; die Gmünder Au entstand.
Letzter Bürgermeister Tiefenthals war Karl Dietl. Ihm wurde 1971 durch die Stadt Wörth an der Donau der Ehrentitel Altbürgermeister verliehen.

### Einwohnerentwicklung
Im Jahr 1908 betrug die Bevölkerungszahl von Tiefenthal 217 Einwohner, 1971 zählte man 191 und im Jahr 2000 156 Einwohner. Die Einwohnerzahlen beziehen sich auf die Ortsteile Tiefenthal und Wichenbach.

### Weinbau

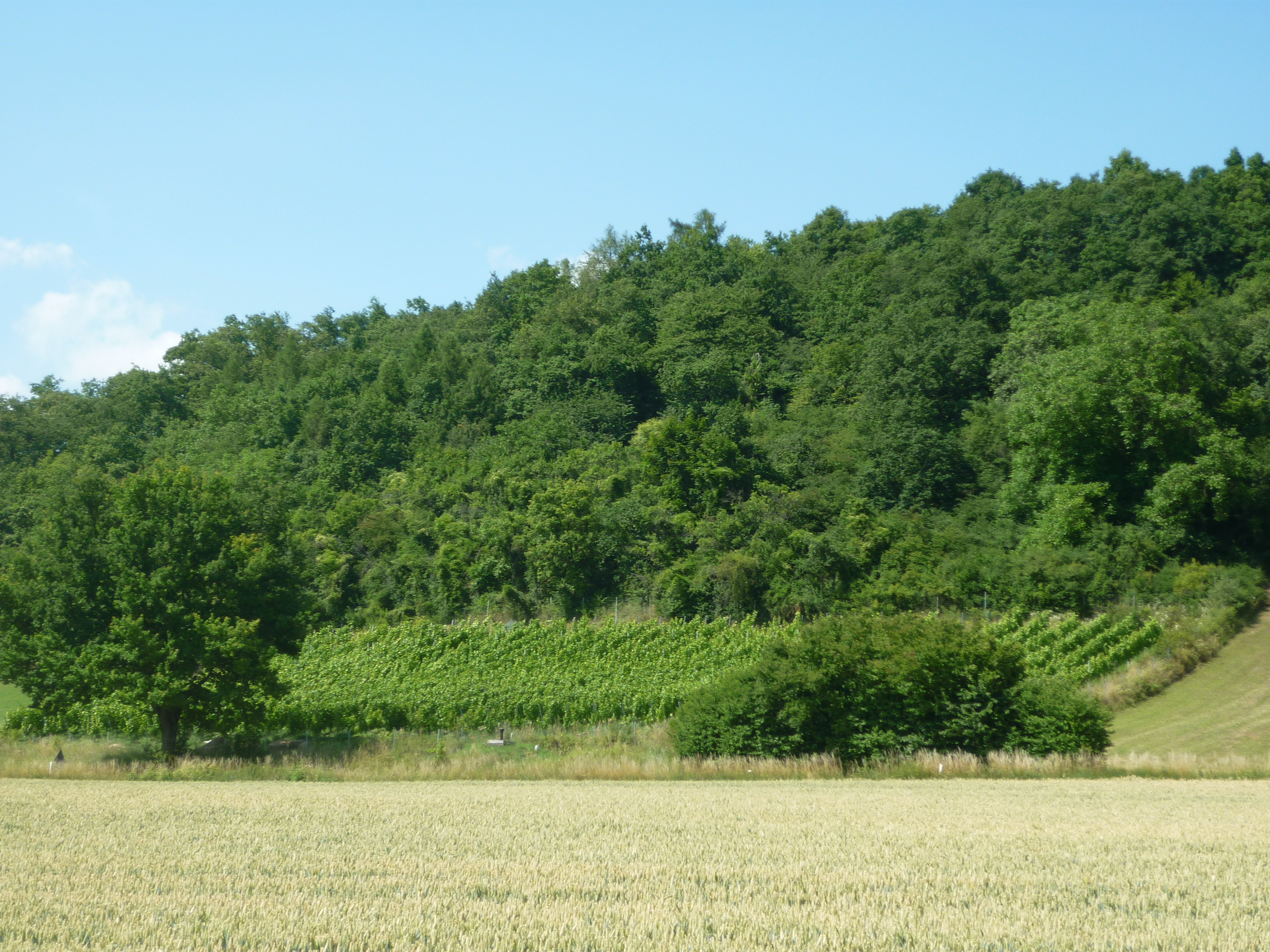
Weinanbau in Tiefenthal

Der Ort hat eine lange Weinbautradition; im 14. Jahrhundert war der Weinanbau ein wichtiger Erwerbszweig. Nachdem viele Jahre kein Wein mehr kultiviert worden war, wird heute in Tiefenthal wieder erfolgreich Wein angebaut. An einem Südhang gedeiht der Baierwein (Regensburger Landwein). Im Jahr 2015 ist es dort erstmals gelungen aus einem Cuvée der Rebsorten Johanniter und Regent einen Baierwein herzustellen, der zu Sekt von Qualität vergoren werden konnte. Der erste Baierwein-Sekt wurde im traditionellen Verfahren mit Flaschengärung produziert. Das Dorf liegt im zweitkleinsten Weinanbaugebiet Deutschlands und dem kleinsten Weinanbaugebiet Bayerns an der Weinroute, die mit 20 Kilometer Länge die kürzeste Weinstraße Deutschlands ist.

## Gebietsreform
Tiefenthal war bis 1945 eine eigenständige Gemeinde. Vorübergehend kam die Ortschaft, von der US-amerikanischen Militärregierung veranlasst, bis 1948 zum Markt Wörth. Ab 1. April 1948 war Tiefenthal wieder selbständig. Zur ehemaligen Gemeinde zählte die Einöde Wichenbach. Seit der Gebietsreform vom 1. April 1971 gehört Tiefenthal als Ortsteil zur Stadt Wörth an der Donau.
Das Gelände in Tiefenthal lässt nur wenige Neubaugebiete zu. Die Stadt Wörth erschloss den Süd- und Westhang des Kirchbergs. Eine bedeutende Veränderung der Landschaft südlich des Ortes brachte der Bau der Bundesautobahn BAB 3. Die frühere Trassenplanung im Dritten Reich hätte jedoch noch empfindlichere Einschnitte gebracht. Durch weitere Straßenbaumaßnahmen wurde der Galgenberg abgetragen.

## Kultur und Sehenswürdigkeiten

### Bauwerke
- Nebenkirche und ehemalige Burgkapelle St. Ulrich und Wolfgang

Saalbau mit eingezogener Apsis und Chortürmchen mit Zwiebelhaube und Putzgliederungen, um 1200, Türmchen 17. Jahrhundert

### Alle Baudenkmäler
Siehe auch: Liste der Baudenkmäler in Tiefenthal (Wörth an der Donau)

### Vereine
1875 wurde die Freiwillige Feuerwehr Tiefenthal gegründet. Sie sorgt für den Brandschutz und die allgemeine Hilfe.

### Regelmäßige Veranstaltungen
Jährlich findet ein durch die Freiwillige Feuerwehr organisiertes Dorffest statt.

## Infrastruktur
Durch den Ort führt die Staatsstraße St 2125. Der nächste Anschluss an das Bundesfernstraßennetz liegt mit der Auf- und Abfahrt Nr. 104b „Wörth an der Donau-Ost“ im zwei Kilometer entfernten Wörth an die Bundesautobahn BAB 3 Regensburg-Passau.
An Tiefenthal führen mehrere Wanderwege und der Donauradweg vorbei.

## Gemarkung
Zur Gemarkung Tiefenthal zählen die Ortsteile Tiefenthal und Wichenbach.

## Sonstiges
In Tiefenthal (Wichenbach) geboren
- Johann Reichhart (1893–1972), Scharfrichter